# M-1グランプリ2020
『M-1グランプリ2020』（エムワングランプリ2020）は、吉本興業・朝日放送テレビ（ABCテレビ）主催の漫才コンクール「M-1グランプリ」の第16回大会。2020年12月20日に決勝戦が開催され、ABCテレビ・テレビ朝日系列にて生放送された。大会スローガンは「漫才は止まらない」。優勝者はマヂカルラブリー。

## 概要
新型コロナウイルス感染症の影響により開催が危ぶまれていたが、後述の慎重な対策と大会形式の変更を以て無事開催された。また、例年は1回戦免除となるシード権の対象となるのは「前年の準決勝進出組」のみだが、今大会のみ特例で出場資格を持つ「過去の準決勝進出組」全てにシード権が与えられた。
大会スローガンについて、ABCテレビプロデューサーの田中和也は「情熱大陸」に出演した東京フィルハーモニー交響楽団が2020年内に開催した有人コンサート再開の密着取材中に出た「音楽を止めちゃいけない」という言葉を「パクった」とコメントしており、このスローガンが書かれた横断幕が各予選会場に掲示された。タイトルロゴの「2020」部分は、コロナ禍の沈静の祈りを込めて青緑色となった。
総エントリー数は再エントリーを含め5081組で、前年度からの増加幅は第12回（2016年）に次いで少ない。
公式YouTubeチャンネルでは初の試みとして、2回戦・敗者復活戦・決勝戦の全ネタと、準々決勝敗退コンビのネタがアップロードされた。

## 大会の流れ

### 予選
エントリー受付は7月2日から8月31日まで。今大会は特例で3回戦が廃止され、予選は1回戦・2回戦・準々決勝・準決勝の4回となった。1回戦は8月1日から10月4日にかけて、北海道、仙台、埼玉、千葉、東京、名古屋、大阪、広島、福岡、沖縄の8地区・10都道府県で開催され、いずれも無観客で執り行われた。その後は東京、大阪・京都の2地区に分けて、10月26日 - 11月5日に2回戦、11月16日・17日に準々決勝が開催された。
2008年に解散していた号泣が再結成し、「プロとしての活動休止期間は結成年数から除く」という規定に従い「結成12年」として出場した。
3回戦の廃止により、第13回（2017年）から毎年1200組弱となっていた2回戦進出者が、シード獲得者を含めておよそ半分の593組に抑えられた。アマチュアにとっては非常に厳しい大会となり、ベストアマチュア賞が導入された第12回（2016年）以降で初めて、アマチュアのコンビが1組も準々決勝に進めなかった。そのため、ベストアマチュア賞は2回戦敗退コンビから選出されることになり、塾講師と公立小学校の教諭の結成13年のコンビ「ガーベラガーデン」が受賞した。
準決勝は12月2日に行われ、ワイルドカード枠のラランドを含む26組が出場した。準決勝初進出はおいでやすこが、コウテイ、滝音、タイムキーパー、キュウ、カベポスター、祇園の7組。なお、準決勝の様子は大阪府のクール・ジャパンパーク大阪TTホール、日本各地の映画館にてライブビューイング上映された。審査の結果、見取り図が3年連続、オズワルド、ニューヨークが2年連続、マヂカルラブリーが3年ぶり、アキナが4年ぶり、おいでやすこが、ウエストランド、東京ホテイソン、錦鯉が初の決勝進出を果たした。

### 敗者復活戦（大会の流れ）
12月20日、決勝戦直前の14時55分より六本木ヒルズアリーナにて開催。視聴者投票により、準決勝敗退者から1組のみ勝ち上がることができる。GYAO!ワイルドカード枠を除く16組に出場資格が与えられたが、祇園の木崎太郎が12月14日に新型コロナウイルスに感染したことが判明し、開始直前に欠場が発表され、15組で争うことになった。
今大会から準決勝敗退組の順位が公開されなくなり、出番順抽選会で鰻和弘（銀シャリ）が投げたサイコロによって「50音順」にくじを引くことになった。
7組目のぺこぱのネタ途中に街宣車の音で一部ネタが聞こえづらくなる、最終15組目のニッポンの社長のネタの途中にスタッフのミスで余計なSEが入り、さらに17時に流れる防災行政無線の「夕焼小焼」が会場に響き渡るというトラブルがあった。また、今大会のみ出場者全員の出番が終了した直後に暫定順位が発表され、インディアンス、ゆにばーす、ぺこぱの3組が暫定トップ3に名を連ねた。
総投票数は257万1798票。例年は勝者の発表まで全出場者がステージに登って局内スタジオから中継放送される形式が取られていたが、今回は新型コロナウイルス感染症の流行に伴い人同士の距離を保つ必要があるため、上位3組のみが舞台へ上り結果を待つこととなった。最終的に前述の3組がトップ3を保ち、37万0463票を獲得したインディアンスが決勝戦に進出した。

### 決勝戦（大会の流れ）
12月20日にテレビ朝日にて開催。司会は14大会連続の今田耕司と、9大会連続の上戸彩。審査員は前々回・前回に続き、オール巨人、富澤たけし、塙宣之、立川志らく、礼二、松本人志、上沼恵美子の7名が揃って続投した。
決勝戦でも審査員席の間をアクリルボードで隔て、観客にマスクを着用させるなど、予選会に続いて新型コロナウイルスへの感染拡大策を講じた。出場者についても舞台裏ではなくスタンバイルームに感染対策を施した上で待機し、呼ばれた組が舞台のあるスタジオまでの通路を移動する形となり、その様子も映された。
今大会ではアスリートは登場せず、ファーストラウンドでは司会の上戸が「笑神籤（えみくじ）」を引き演者を発表した。笑神籤による抽選の結果、インディアンス（敗者復活組）、東京ホテイソン、ニューヨーク、見取り図、おいでやすこが、マヂカルラブリー、オズワルド、アキナ、錦鯉、ウエストランドの順でネタを披露した。
審査員7名による採点の結果、おいでやすこがが1位通過、マヂカルラブリーが2位通過、見取り図が3位通過で最終決戦に進出。今大会では出番順がファーストラウンド3位→2位→1位の順に自動的に決定された。最終投票では、巨人と塙が見取り図に、松本と上沼がおいでやすこがに、富澤、志らく、礼二がマヂカルラブリーに投票。3票を獲得したマヂカルラブリーが第16代王者となった。

## 結果

### 決勝戦（結果）
| 金背景   | 1位通過、優勝      |
| 銀背景   | 2位通過            |
| 銅背景   | 3位通過            |
| 赤文字   | 審査員別の最高評点 |
| 青文字   | 審査員別の最低評点 |
| 赤太文字 | 全体の最高評点     |
| 青太文字 | 全体の最低評点     |

- 順位は最終決戦に進出したコンビは票数、それ以外のコンビはファーストラウンドの得点による順序。
  - ファーストラウンドの得点が同じ場合は、高得点を付けた審査員の人数が多いコンビを上位、それも同じ場合は同順位とし、得点欄に括弧書きで高得点を付けた審査員の人数を記載。
- 所属事務所は出場当時。
- 敗者復活組はキャッチコピーが無いため、「（敗者復活組）」とする。
- 順位や得点などをまとめた表は、矢印がついたセルをクリックすると、昇順、降順、元の順の順番で並び替えられる。

| 順位 | コンビ名 所属事務所               | No.  | 結成年 | 決勝戦進出歴             | キャッチコピー         | ファースト | ファースト    | 最終決戦 | 最終決戦 |
| 順位 | コンビ名 所属事務所               | No.  | 結成年 | 決勝戦進出歴             | キャッチコピー         | 出番       | 得点          | 出番     | 得票     |
| ---- | --------------------------------- | ---- | ------ | ------------------------ | ---------------------- | ---------- | ------------- | -------- | -------- |
| 優勝 | マヂカルラブリー 吉本興業         | 2617 | 2007年 | 3年ぶり 2回目            | 我流大暴れ             | 6番        | 649点         | 2番      | 3票      |
| 2位  | おいでやすこが 吉本興業           | 2178 | 2019年 | 初進出 ノーシード        | 個性と技のハーモニー   | 5番        | 658点         | 3番      | 2票      |
| 3位  | 見取り図 吉本興業                 | 3474 | 2007年 | 3年連続 3回目            | 真逆の才能III          | 4番        | 648点         | 1番      | 2票      |
| 4位  | 錦鯉 SMA                          | 3471 | 2012年 | 初進出                   | おっさんずバカ         | 9番        | 643点         |          |          |
| 5位  | ニューヨーク 吉本興業             | 1602 | 2010年 | 2年連続 2回目            | ダークにリベンジ       | 3番        | 642点 （3名） |          |          |
| 5位  | オズワルド 吉本興業               | 728  | 2014年 | 2年連続 2回目            | NEO東京スタイル        | 7番        | 642点 （3名） |          |          |
| 7位  | インディアンス 吉本興業           | 3182 | 2010年 | 2年連続 2回目            | （敗者復活組）         | 1番        | 625点         |          |          |
| 8位  | アキナ 吉本興業                   | 3006 | 2012年 | 4年ぶり 2回目 特例シード | 覚醒するファンタジスタ | 8番        | 622点 （4名） |          |          |
| 9位  | ウエストランド タイタン           | 3473 | 2008年 | 初進出 特例シード        | 小市民怒涛の叫び       | 10番       | 622点 （2名） |          |          |
| 10位 | 東京ホテイソン グレープカンパニー | 3000 | 2015年 | 初進出                   | 静ボケ 剛ツッコミ      | 2番        | 617点         |          |          |

| 出番順 | コンビ名         | 得点計 | 巨人 | 富澤 | 塙 | 志らく | 礼二 | 松本 | 上沼 |
| ------ | ---------------- | ------ | ---- | ---- | -- | ------ | ---- | ---- | ---- |
| 1      | インディアンス   | 625    | 89   | 89   | 85 | 89     | 90   | 90   | 93   |
| 2      | 東京ホテイソン   | 617    | 86   | 91   | 85 | 89     | 88   | 86   | 92   |
| 3      | ニューヨーク     | 642    | 88   | 93   | 93 | 91     | 91   | 92   | 94   |
| 4      | 見取り図         | 648    | 91   | 92   | 93 | 93     | 93   | 91   | 95   |
| 5      | おいでやすこが   | 658    | 92   | 93   | 93 | 96     | 95   | 95   | 94   |
| 6      | マヂカルラブリー | 649    | 88   | 94   | 94 | 90     | 96   | 93   | 94   |
| 7      | オズワルド       | 642    | 88   | 91   | 95 | 93     | 95   | 88   | 92   |
| 8      | アキナ           | 622    | 89   | 88   | 87 | 90     | 91   | 85   | 92   |
| 9      | 錦鯉             | 643    | 87   | 92   | 95 | 95     | 92   | 89   | 93   |
| 10     | ウエストランド   | 622    | 88   | 91   | 85 | 86     | 90   | 90   | 92   |

| 出番順 | コンビ名         | 得票数 | 巨人 | 富澤 | 塙 | 志らく | 礼二 | 松本 | 上沼 |
| ------ | ---------------- | ------ | ---- | ---- | -- | ------ | ---- | ---- | ---- |
| 1      | 見取り図         | 2      | ★    |      | ★  |        |      |      |      |
| 2      | マヂカルラブリー | 3      |      | ★    |    | ★      | ★    |      |      |
| 3      | おいでやすこが   | 2      |      |      |    |        |      | ★    | ★    |

記録
- 第12回（2016年）以来4年ぶりに吉本以外の事務所所属から複数組決勝進出した。
  - タイタン、SMA所属の芸人が初めて決勝進出した（前者はウエストランド、後者は錦鯉）。

- 初めてピン芸人同士のユニットが決勝進出した（おいでやすこが）。
- 第9回（2009年）以来7大会ぶり（11年ぶり）に返り咲きの決勝進出コンビが複数組出た（アキナ、マヂカルラブリー）。
- 40代での決勝進出者が5名と過去最多となった（おいでやすこが、アキナ・山名文和、錦鯉）。
  - 中でも錦鯉・長谷川雅紀は、第14回（2018年）のギャロップ・毛利大亮（当時芸歴20年）が保持していた決勝進出最長芸歴記録と、第6回（2006年）の変ホ長調・小田ひとみ（当時41歳）が保持していた決勝進出最年長記録をそれぞれ大幅に更新する、芸歴25年・49歳での決勝進出となった。また、相方の渡辺隆も芸歴20年・42歳での決勝進出のため、コンビで決勝進出最長芸歴記録・決勝進出最年長記録を更新した。

- 第11回（2015年）以来、5年ぶりに最終決戦経験コンビが決勝進出しなかった。さらに第12回（2016年）以来、4年ぶりにラストイヤーのコンビが決勝進出しなかった。
- 大会史上初めて、連続したネタ順で登場した3組が最終決戦に進出した。
- 最終決戦で審査員7人の票が3-2-2に割れたのは史上初。これによりマヂカルラブリーは過半数未満の得票で優勝した初のコンビとなった。
  - 初めて決勝戦で最下位を経験したことがあるコンビが優勝した。
  - 決勝戦に返り咲いた年での優勝は大会史上初めて。
  - 野田クリスタルは同年の『R-1ぐらんぷり』で優勝しており、粗品（霜降り明星）に続き『M-1』と『R-1』の2冠を達成した。また、野田はマヂカルラブリーとして『キングオブコント』にも決勝進出しているため、『M-1』『R-1』『KOC』の3大会全てで決勝進出した初の芸人となった。

### 敗者復活戦（結果）
- コンビ名、所属事務所は出場当時、結成年の太字はラストイヤー、金背景は決勝戦進出者。
- 結成年が本来と異なる場合は打消し線を付け、正しいものを併記する。

| 順位 | コンビ名           | 所属事務所                     | No.  | 結成年       | 出番 | 票数       |
| ---- | ------------------ | ------------------------------ | ---- | ------------ | ---- | ---------- |
| 1位  | インディアンス     | 吉本興業                       | 3182 | 2010年       | 5番  | 37万0463票 |
| 2位  | ゆにばーす         | 吉本興業                       | 1923 | 2013年       | 12番 | 33万5170票 |
| 3位  | ぺこぱ             | サンミュージックプロダクション | 4621 | 2008年       | 7番  | 27万7712票 |
| 4位  | 学天即             | 吉本興業                       | 2723 | 2005年       | 11番 |            |
| 5位  | からし蓮根         | 吉本興業                       | 2724 | 2013年       | 6番  |            |
| 6位  | コウテイ           | 吉本興業                       | 739  | 2013年       | 3番  |            |
| 7位  | 金属バット         | 吉本興業                       | 3478 | 2006年2007年 | 1番  |            |
| 8位  | ダイタク           | 吉本興業                       | 364  | 2008年2009年 | 13番 |            |
| 9位  | ニッポンの社長     | 吉本興業                       | 939  | 2013年       | 15番 |            |
| 10位 | ロングコートダディ | 吉本興業                       | 729  | 2009年       | 14番 |            |
| 11位 | 滝音               | 吉本興業                       | 2186 | 2016年       | 9番  |            |
| 12位 | タイムキーパー     | 吉本興業                       | 1788 | 2018年2019年 | 2番  |            |
| 13位 | キュウ             | タイタン                       | 307  | 2013年       | 10番 |            |
| 14位 | カベポスター       | 吉本興業                       | 490  | 2014年       | 4番  |            |
| 15位 | ランジャタイ       | グレープカンパニー             | 2766 | 2007年       | 8番  |            |

## 社会的反応
おいでやすこがのおいでやす小田とこがけんは共にピン芸人であり、『R-1ぐらんぷり』のファイナリスト経験者でもあったが、同大会が2021年大会を以て『R-1グランプリ』へのリニューアルと共に出場資格が「芸歴10年以内」に変更されたため、出場資格を失っていた。そこからわずか1週間後にピン同士のユニットとして『M-1』決勝進出を決めるという流れは、転禍為福と評され話題となった。
2015年から2019年まで5年連続で決勝進出した和牛が2019年を最後に『M-1』を卒業すると公言し、実際に2020年大会に出場しなかったことが話題となった。
準々決勝では、ミキ、EXIT、四千頭身など、いわゆるお笑い第七世代の多くが敗退し、準決勝に進むことができなかった。EXITは12月1日に自身のYouTubeチャンネルの動画内で兼近大樹が「お笑い通ぶった自称お笑いファンが集まってるじゃないですか、M-1って。本当のお笑い好きじゃないっていうか。その人たちが“意地でも笑わない”って顔してましたね。“こいつらのこんなネタで笑うワケない”って顔で、俺らのこと見てました」と発言し、賛否が寄せられた。2022年5月18日放送の『あちこちオードリー』（テレビ東京）でぺこぱとEXITが出演した際、『M-1』の話題となり、松陰寺太勇が最近のM-1について「ちょっと神格化しすぎた」「M-1ファンは売れっ子に厳しい」と評し、若林正恭も「予選を見てると本当に顕著だよね。あれは何なの？」と同調した。
お笑いナタリーでは昨年に引き続いて結果予想企画が実施され、決勝の約一週間前の12月14日に公開された。メンバーはお笑い好きを公言するDJ KOO、川谷絵音、ぱいぱいでか美、北島康雄（四星球）、鈴木淳史の5名。優勝は、DJ KOOがおいでやすこが、川谷が東京ホテイソン、ぱいぱいでか美と鈴木がニューヨーク、北島が敗者復活戦から金属バットと予想した。
日刊スポーツ東京本社のお笑い担当記者である小谷野俊哉は12月18日の記事で錦鯉が優勝すると予想。また、マヂカルラブリーが錦鯉の対抗馬に、大穴として見取り図を選出した。一方、昨年ミルクボーイの優勝を的中させた大阪日刊スポーツのお笑い担当記者である星名希実はアキナを本命、対抗に見取り図、大穴としてオズワルドを選出した。
GYAO!の三連単人気ランキングでは、1位・ニューヨーク、2位・見取り図、3位・アキナで、優勝したマヂカルラブリーは9位、2位のおいでやすこがは6位だった。応募総数45万6188人のうち、的中者は160人だった。
2020年12月20日のプライムタイム帯は裏番組としてフジテレビ系列がアニメ『鬼滅の刃〜柱合会議・蝶屋敷編〜』を放送するため、『M-1』との「一騎打ち」と称され、視聴率争いが話題となった。
テレビ番組の視聴率を計測しているビデオリサーチは2020年12月21日に20日に放送された各番組の世帯平均視聴率を発表し、本番組の視聴率は関東地区19.8％、関西地区29.6％、鬼滅の刃は関東地区14.4％、関西地区11.1％で東西共に本番組が勝利した。

### マヂカルラブリーのネタに対する議論
最終決戦においてマヂカルラブリーが披露したネタは、野田クリスタルがほぼ無言で舞台を動き回り、寝転がる場面もあったことから、放送直後から「あのネタは漫才なのか」という漫才論争がインターネット上で発生した。
論争が起こった背景について、コラムニストの木村隆志が「2019年の最終決戦が過去最高レベルと言われるほどに笑いを集めたのに対し、その反動とも言えるマイナスのギャップが発生した」「『M-1グランプリ』という番組・イベントが持つ凄みから、賛否両論の分母の大きさが他の番組の数倍あり、共通の話題として書き込まれやすい」「視聴者側からは批判対象を探し出し、誹謗中傷など個人攻撃できる心理が働いている」「ネットメディアがページビューを稼ぐためにそうした批判を集めて、記事化し、そこからさらに批判が増加する負のスパイラルに陥っている」という4つの点を挙げた。また、社会学者の太田省一は「マヂカルラブリーの芸風は万人受けを狙ったものではないマニアックなネタが多い」として、「世代を問わず多くの人が見るM-1で、マヂカルラブリーのネタを「面白くない」と思った人は一定数いた。それが「あれは漫才なのか」という疑問となって噴き出した。「あれは漫才なのか」という疑問は、マヂカルラブリーのネタが自分の好みではなかった視聴者の不満の表現にすぎないとも言える」と分析している。
SNSやネットニュースで話題となったことで、多くの芸人がテレビやラジオ番組、SNSなどで「漫才論争」について言及し、松嶋尚美が2020年12月24日の『バイキングMORE』で、「こういうコンテストに予選落ちしてたくらいのグループの私が言うんやけども、コントだと思う。スタンドマイクがあって、スタンドマイクを中心にやらないとピンマイクを主で使うようじゃやっぱり…」と述べたように否定的な意見もあったものの、ほとんどの芸人がマヂカルラブリーのネタについて「あれは漫才だ」と述べている。以下がその例。
立川志らく
2020年12月20日のTwitterで「初戦ではマジカルラブリーは低評価だった。これは間違いなくおいでやすこががダントツで優勝するな、と思った。しかし決戦で野田クリスタル氏の動き。思わず喜劇と言ってしまった。漫才の戦いで喜劇に票を入れていいのかという葛藤があった。でも相方の村上氏の喋りは漫才。優勝おめでとう」と評した。
サンドウィッチマン
富澤たけしは2020年12月22日のブログで「マヂカルラブリーの、決勝の決勝でほぼ喋らずに転がってるネタをやる勇気は凄い。一歩間違えば大惨事になる可能性もあるネタ」とネタを賞賛した上で、「主催者側が漫才じゃないと判断したら失格にすればいいわけで、『点数をお願いします』と言われた以上、審査員は漫才として審査する。各審査員は自分の中の漫才の解釈の枠で点数や1番を決める。漫才は色んな形があっていいし、だからこそ新しい形が産まれ、進化していくんだと思います」とコメントしている。
伊達みきおも2020年12月21日のブログで「センターマイクに向かって舞台袖から出てきて『どうも』と始まれば、それは漫才。漫才と言うのは…みたいな、そんな難しいもんなんかない。おもしろければそれで良し」と持論を述べている。
塙宣之（ナイツ）
自身の公式YouTubeチャンネルで、「漫才か漫才じゃないかは、はっきり言って、僕が言うことじゃなくて。漫才の定義なんかないですからね」と述べ、「自分たち（ナイツ）が1番訳分からない漫才やってますからね。めちゃくちゃ面白ければ全然良いと思っていて」と語り、野田クリスタルについて「俺なんかはやっぱり、やりたいボケではあるんだよね、ああいうのは。俺もいろいろ言われてきてるし、怒られてきてるという歴史があるから、みんなやらないんだよね」「昔、『M-1グランプリ』で僕も訳分からない漫才ばっかりやってた時期があって。そのとき、会場がめちゃくちゃウケたんですけど、落とされまして。そのときの審査員に聞いたら、『だって漫才じゃないじゃん』って言われたんですよ」と振り返り、「あらためて、『なんでもいいじゃん、面白ければ』って思わせてくれたな。マヂカルラブリーは」と称賛した。
かまいたち
自身のYouTubeチャンネルで、山内が「ネットで、“漫才の定義”みたいなのがトレンドになってたんですよ。『あれは漫才じゃない。どうなんだ』とか。こと『M-1』に関して言うと、会場で1番ウケた人が優勝すべき大会だと思う。会場にはいなかったですけど、お客さんの笑い声聞く限り、間違いなくマヂカルラブリーさんが会場で大爆発してウケてたので、全然なんの異論もない優勝だと思う」と述べ、濱家も「ホンマに『それって漫才なん?』とか言い出したら、訳分からなくなるから。とにかく面白い漫才を4分、っていう話やから」と語っている。
博多大吉（博多華丸・大吉）
2020年12月23日のラジオ番組『たまむすび』で、「結論から言うと漫才でしょうね。漫才だと思いますよ」と述べ、「（漫才には）定義がない、自己申告なんですよね。『漫才です』と言ったら漫才。コントといったらコントですよ。あとはそれをお客さんが見て、漫才かコントかを決めるだけじゃないかな」と語っている。
見取り図
自身のYouTubeチャンネルで、盛山が「最終決戦の3組が終わった後、結果出るまでのCM中、舞台裏で3組（マヂカルラブリー、おいでやすこが、見取り図）が輪になって、お互い讃え合った」と振り返り、「ツイッターのリプを見たら、『漫才だったのは見取り図だけです』とか揉めてる人がおって。ぜひ皆さん、揉めないでください」と呼びかけ、「正直、漫才をしてないコンビなんて1組もいなかったですから。全組漫才ですよ」と述べた。また、リリーが「逆に言ったら、違うことを探したすごさやからな」と語ると、盛山は「そうそう。マイクの前でただ面白いことをする。それが『M-1』のルールですから。どんな組み合わせ、どんな順番でも優勝はマヂラブさんですよ、最終決戦は。そこは揺るぎない。芸人全員、満場一致で納得していますから」と力説した。
おぎやはぎ
2020年12月25日のラジオ番組『おぎやはぎのメガネびいき』で矢作兼は「みんな真面目だね」と述べ、小木博明も「プロの審査員が決めているんだから」と“論争”になること自体に疑問を呈した。また、矢作は「優勝したからこそ、論争になるわけじゃん？5位とかだったら論争にならない。マヂカルラブリーが時代を変えたな」と評した。
松本人志（ダウンタウン）
2020年12月27日の『ワイドナショー』で、「漫才の定義は基本的にないんですよ。定義はないんですけど、定義をあえて設けることでその定義を裏切ることが漫才なんですよ。定義をあえて作るんですが、これは破るための定義なんですよ。それでも最終的にはルールはちょっとあるんですよ。小道具を使わないとか」と持論を述べ、「今回のマヂカルのことで言うと、あまり例えがいいのか分からないですけど、野球の大一番の時にピッチャーが消える魔球を投げたみたいな話なんですよ」と例え、「われわれプロは『すごいな』『ここで魔球を投げてくる』と思うんですけど、にわかプロ野球ファンなんかは『あれは卑怯だ』『あそこで魔球投げるかね』『真剣勝負せえや』みたいな意見が出てくるんですよ。これは一生交わらない。交わらないからこそ、われわれは飯が食えていける」と語っている。
オール巨人（オール阪神・巨人）
2020年12月29日のブログで、マヂカルラブリーのネタについて「今までとは違った形の漫才」「説明突っ込み？の村上君は良い声してるし、上手いです！」と評した。また、「あの時、僕は審査員の一番端で、アクリル板が何枚か重なってて、野田君はセンターマイクから離れるので少し声が聞きづらいかった」と記している。
また、『Voice』2021年3⽉号のインタビューで、「僕らは漫才を始めて46年目になりますけど、時代の流れを感じるのは、視覚を重視した漫才に変わっていること。漫才師がネタをする場はもちろんテレビもありますが、ほかに営業先や劇場、それから昔はラジオがありました。ラジオは音しか聴こえないから、たとえば相方の（オール）阪神君の肩を僕が「何しとんねん」と叩いたら、彼が「人の肩を叩くな」と言葉を補っていた。マヂカルラブリーみたいに、野田君が動き回って台詞が少ないネタだと、ラジオでは伝わらないでしょうね。でも、ラジオ向きのネタちゃうからといって、もちろん駄目なわけではない。漫才も「変化」しているんです。「退化」しているとは思わないし、「進化」しているかも僕にはわからない。少なくとも、新しい形の漫才に変わってきているのでしょう」と語っている。
太田光（爆笑問題）
2022年1月23日の『日曜日の初耳学』で、林修から『M-1グランプリ』で起こった漫才論争について話を振られた際、「俺から言わせれば漫才の歴史なんてたかだか戦後。伝統芸でもなんでもないんですよ。落語、講談、浪曲は伝統があって形がありますよ。それに入れなかったのが漫才。色物のひとつでしかない」「さらにその伝統はぶち壊された訳ですよ。いわゆる、バランスの悪い漫才なんですよ。ツービート、Ｂ＆Ｂ、ザ・ぼんち、のりおよしお師匠、誰一人バランスの良い漫才いない。それまでの定番の漫才を全部壊した素人芸だったから、我々が食いついたんです」と語り、その上で「今、視聴者が『漫才とはこうあるべき』と決めちゃっているのがあるかもしれない。視聴者は形にこだわるんですよ。ツッコミはこうしなきゃいけない。ボケはこうだって。学問になっちゃった」と持論を述べた。。

## DVD
2021年6月16日によしもとミュージックから発売された。タイトルは『M-1グランプリ2020〜漫才は止まらない！〜』。
DISC2の特典映像の完全版を収録した『M-1グランプリ2020 スピンオフ マヂカルラブリー漫才論争へのアンサーLIVE』が同年の8月18日に発売された。マヂカルラブリーのほか、松下ひもの、虹の黄昏、モダンタイムスが出演している。

## スタッフ
個別記事のある人物・会社のみ記載し、所属先は省略する。
- 構成：倉本美津留、前田政二、石原健次
- 予選審査員：遠藤敬、大井洋一、里村仁志、下田雄大、友野英俊、長谷川朝二、堀由史、諸岡立身、やまだともカズ
- ナレーション：畑中ふう、アラン・J、Sayoko Kamei
- 六本木ヒルズアリーナ 敗者復活会場
  - P：山田敬文
- デジタル：佐々木匡哉
- WEB企画協力：GYAO!
- 協力：よしもとブロードエンタテインメント、テイクシステムズ、テルミック、テレビ朝日映像、共立、VALSE inc.、森ビル、tv asahi create、テレビ朝日サービス、俳優座劇場、アイネックス、テレフィット、つむら工芸、イングス、戯音工房、東邦航空、三交社
- 映像提供：読売テレビ
- プロデューサー：近藤真広
- 制作協力：ウインズウイン
- 協力：テレビ朝日
- 制作：朝日放送テレビ、吉本興業

## 関連番組
朝日放送テレビ（ABCテレビ）では、決勝前週の12月13日に12:55 - 13:55の放送枠（本来は同局制作の『新婚さんいらっしゃい!』『パネルクイズ アタック25』を編成）でテレビ朝日系列全国ネットでの事前特別番組『超お宝映像で振り返るM-1ランキング』を放送。
朝日放送ラジオ（ABCラジオ）では、決勝前日の12月19日にメッセンジャーあいはら、鈴木淳史（『よなよな…』木曜日のパーソナリティで『Kansai Walker』のスタッフライター）、斎藤真美（朝日放送テレビアナウンサー）出演の『明日はM-1!最後のおさらいスペシャル』を18:00 - 19:00に放送。決勝当日には、『ラジオでウラ実況!?M-1グランプリ2020』が生放送され、歴代チャンピオンの石田明（NON STYLE）、哲夫（笑い飯）、橋本直（銀シャリ）の3人がM-1グランプリの実況を担当した。